# Паула Хублин
Паула Хублин (6. мај 1999, Брезнички Хум) хрватска је певачица и плесачица.
Од детињства се бави глумом, плесом, певањем и боксом. Студирала је кинезиологију у Загребу. Бивша је учесница ријалитија Задруга и мис Вараждинске жупаније. Била је верена за Филипа Ђукића. У Београду и Загребу држи плесни студио Wanted.

## Дискографија

### Синглови
- Тона (2021)
- Јака роба (2022)
- Бакарди (2023)
- Рани ме (2024)
- Ген (2024)
- Зидови (2024)